# Lasting
Pour plus de détails, voir Fiche technique et Distribution.
Lasting (Nieulotne) est un drame polono-espagnol écrit et réalisé par Jacek Borcuch  et sorti en 2013.
Il a été présenté au Festival de Sundance 2013, où il a remporté le Prix de la meilleure photographie internationale.

## Synopsis
Le meurtre accidentel d'un homme par lui et la grossesse inattendue d'elle viennent mettent à mal un jeune couple.

## Fiche technique
- Titre français : Lasting
- Titre original : Nieulotne
- Réalisation : Jacek Borcuch
- Scénario : Jacek Borcuch
- Direction artistique : Elwira Pluta
- Décors :
- Costumes : Katarzyna Lewińska
- Montage : Beata Walentowska
- Musique : Daniel Bloom
- Photographie : Michał Englert
- Son : Maria Chilarecka
- Production : Piotr Kobus et Agnieszka Drewno
- Sociétés de production : Espiral Producciones et Mañana
- Sociétés de distribution :
- Pays d’origine :  Pologne/ Espagne
- Budget :
- Langue : Polonais/Espagnol
- Durée : 93 minutes
- Format : Couleurs - 35 mm - 2.35:1 -  Son Dolby numérique
- Genre : Drame
- Dates de sortie
- États-Unis : 20 janvier 2013 (festival du film de Sundance)
  -  Pologne : 8 février 2013

## Distribution
- Jakub Gierszał : Michał
- Magdalena Berus : Karina
- Ángela Molina : Elena
- Andrzej Chyra : le père de Karina
- Juan José Ballesta : Joaquin
- Joanna Kulig : Marta

## Distinctions

### Récompenses
- Festival du film de Sundance 2013 : Prix de la photographie (fiction internationale)

### Nominations
- Festival du film de Sydney 2013 : sélection « Features »